# Campionati mondiali di nuoto in vasca corta 2024 - 200 metri stile libero maschili
La gara dei 200 metri stile libero maschili dei campionati mondiali di nuoto in vasca corta 2024 si è svolta il 15 dicembre 2024 presso la Duna Aréna di Budapest.

## Podio
| Pos.    | Atleta               | Nazione     |
| ------- | -------------------- | ----------- |
| Oro     | Luke Hobson          | Stati Uniti |
| Argento | Maximillian Giuliani | Australia   |
| Bronzo  | Lucas Henveaux       | Belgio      |

## Record
Prima della manifestazione il record del mondo (RM) e il record dei campionati (RC) erano i seguenti.
|  | 1'39"37 | Paul Biedermann | 15 novembre 2009 Berlino   |
|  | 1'39"72 | Hwang Sun-woo   | 18 dicembre 2022 Melbourne |

Durante la competizione è stato migliorato il seguente record:
|  | 1'38"61 | Luke Hobson |

## Programma
| Data             | Ora   | Turno    |
| ---------------- | ----- | -------- |
| 15 dicembre 2024 | 9:21  | Batterie |
| 15 dicembre 2024 | 18:40 | Finale   |

## Risultati

### Batterie
| Pos. | Batteria | Corsia | Atleta                      | Nazionalità             | Tempo       | Note |
| ---- | -------- | ------ | --------------------------- | ----------------------- | ----------- | ---- |
| 1    | 7        | 8      | Luke Hobson                 | Stati Uniti             | 1'41"55     | Q    |
| 2    | 6        | 5      | Lucas Henveaux              | Belgio                  | 1'41"58     | Q    |
| 3    | 6        | 9      | Tomas Koski                 | Finlandia               | 1'41"92     | Q    |
| 4    | 7        | 3      | Kieran Smith                | Stati Uniti             | 1'42"22     | Q    |
| 5    | 7        | 5      | Tatsuya Murasa              | Giappone                | 1'42"28     | Q    |
| 6    | 7        | 6      | Rafael Miroslaw             | Germania                | 1'42"38     | Q    |
| 7    | 5        | 4      | Maximillian Giuliani        | Australia               | 1'42"67     | Q    |
| 8    | 6        | 4      | Danas Rapšys                | Lituania                | 1'42"84     | Q    |
| 9    | 7        | 4      | Edward Sommerville          | Australia               | 1'42"87     |      |
| 10   | 5        | 5      | Roman Fuchs                 | Francia                 | 1'42"93     |      |
| 11   | 4        | 4      | Kamil Sieradzki             | Polonia                 | 1'42"94     |      |
| 12   | 4        | 8      | Robin Hanson                | Svezia                  | 1'43"21     |      |
| 13   | 5        | 2      | Carlos D'Ambrosio           | Italia                  | 1'43"25     |      |
| 14   | 5        | 3      | Roman Akimov                | NAB                     | 1'43"32     |      |
| 15   | 7        | 2      | Aleksandr Shchegolev        | NAB                     | 1'43"40     |      |
| 16   | 6        | 3      | Kaique Alves                | Brasile                 | 1'43"48     |      |
| 17   | 3        | 7      | Max Litchfield              | Gran Bretagna           | 1'43"59     |      |
| 18   | 6        | 1      | Evan Bailey                 | Irlanda                 | 1'43"61     |      |
| 19   | 4        | 5      | Velimir Stjepanović         | Serbia                  | 1'43"67     |      |
| 20   | 7        | 1      | Dimitrios Markos            | Grecia                  | 1'43"89     |      |
| 21   | 7        | 9      | Alessandro Ragaini          | Italia                  | 1'43"92     |      |
| 22   | 3        | 4      | Kregor Zirk                 | Estonia                 | 1'43"96     |      |
| 23   | 2        | 5      | Nikoli Blackman             | Trinidad e Tobago       | 1'44"05     |      |
| 24   | 3        | 1      | Petar Mitsin                | Bulgaria                | 1'44"07     |      |
| 25   | 4        | 2      | Sašo Boškan                 | Slovenia                | 1'44"12     |      |
| 26   | 7        | 7      | Xu Yizhou                   | Cina                    | 1'44"23     |      |
| 27   | 5        | 6      | Lee Ho-joon                 | Corea del Sud           | 1'44"41     |      |
| 28   | 6        | 2      | Miguel Pérez-Godoy          | Spagna                  | 1'44"52     |      |
| 29   | 6        | 7      | Richárd Márton              | Ungheria                | 1'44"61     |      |
| 30   | 5        | 7      | Sergio de Celis             | Spagna                  | 1'44"67     |      |
| 31   | 4        | 3      | Konstantinos Englezakis     | Grecia                  | 1'44"75     |      |
| 32   | 7        | 0      | Alexander Trampitsch        | Austria                 | 1'44"94     |      |
| 33   | 6        | 6      | Antonio Djakovic            | Svizzera                | 1'45"03     |      |
| 34   | 2        | 3      | Abdalla Youssef Nasr        | Egitto                  | 1'45"04     |      |
| 35   | 2        | 4      | Jovan Lekić                 | Bosnia ed Erzegovina    | 1'45"07     |      |
| 36   | 5        | 9      | Niko Janković               | Croazia                 | 1'45"31     |      |
| 37   | 2        | 6      | Simon Doueihy               | Libano                  | 1'45"32     |      |
| 38   | 6        | 8      | Markus Lie                  | Norvegia                | 1'45"44     |      |
| 39   | 6        | 0      | Jakub Poliačik              | Slovacchia              | 1'45"85     |      |
| 40   | 5        | 8      | Ondřej Gemov                | Rep. Ceca               | 1'45"95     |      |
| 41   | 3        | 5      | Rafael Ponce                | Perù                    | 1'46"51     |      |
| 42   | 4        | 6      | Juan Morales                | Colombia                | 1'46"61     |      |
| 43   | 4        | 7      | Galymzhan Balabek           | Kazakistan              | 1'46"76     |      |
| 44   | 5        | 1      | Kris Mihaylov               | Sudafrica               | 1'47"00     |      |
| 45   | 3        | 2      | Ben Littlejohn              | Nuova Zelanda           | 1'47"01     |      |
| 46   | 5        | 0      | Ardi Azman                  | Singapore               | 1'47"40     |      |
| 47   | 4        | 1      | Surasit Thongdeang          | Thailandia              | 1'47"62     |      |
| 48   | 4        | 9      | Terence Ng                  | Malaysia                | 1'48"12     |      |
| 49   | 4        | 0      | Rami Rahmouni               | Tunisia                 | 1'48"44     |      |
| 50   | 3        | 8      | Batbayaryn Enkhtamir        | Mongolia                | 1'48"63     |      |
| 51   | 3        | 9      | He Shing Ip                 | Hong Kong               | 1'49"30     |      |
| 52   | 2        | 1      | Aryaan Din                  | Pakistan                | 1'49"49     |      |
| 52   | 3        | 0      | Luka Kukhalashvili          | Georgia                 | 1'49"49     |      |
| 54   | 3        | 6      | Caleb Romero                | Porto Rico              | 1'49"51     |      |
| 55   | 2        | 2      | Omar Abbass                 | Siria                   | 1'50"05     |      |
| 56   | 1        | 4      | Kaeden Gleason              | Isole Vergini Americane | 1'53"29     |      |
| 57   | 2        | 9      | Reidi Resuli                | Albania                 | 1'53"76     |      |
| 58   | 1        | 6      | Mohammed Jibali             | Libia                   | 1'54"21     |      |
| 59   | 2        | 0      | Stefano Mitchell            | Antigua e Barbuda       | 1'54"49     |      |
| 60   | 1        | 3      | Andile Bekker               | Botswana                | 1'55"76     |      |
| 61   | 1        | 5      | Rony Daher                  | Bolivia                 | 1'57"06     |      |
| 62   | 1        | 1      | Soud Alenezi                | Kuwait                  | 1'57"09     |      |
| 63   | 2        | 8      | Arion Budima                | Kosovo                  | 1'57"49     |      |
| 64   | 1        | 2      | Baritiana Andriampenomanana | Madagascar              | 1'58"34     |      |
| 65   | 1        | 8      | Atharva Singh               | Nepal                   | 2'01"16     |      |
| 66   | 1        | 7      | Haziq Samil                 | Brunei                  | 2'01"34     |      |
| 67   | 1        | 0      | Isihaka Isihaka             | Ruanda                  | 2'06"20     |      |
| 68   | 1        | 9      | Magnim Jordano Daou         | Togo                    | 2'35"51     |      |
| DNS  | 2        | 7      | Adrian Eichler              | Filippine               | Non partito |      |
| DNS  | 3        | 3      | Alex Axon                   | Canada                  | Non partito |      |

### Finale
| Pos.    | Corsia | Atleta               | Nazionalità | Tempo   | Note |
| ------- | ------ | -------------------- | ----------- | ------- | ---- |
| Oro     | 4      | Luke Hobson          | Stati Uniti | 1'38"61 |      |
| Argento | 1      | Maximillian Giuliani | Australia   | 1'40"36 |      |
| Bronzo  | 5      | Lucas Henveaux       | Belgio      | 1'41"13 |      |
| 4       | 8      | Danas Rapšys         | Lituania    | 1'41"24 |      |
| 5       | 6      | Kieran Smith         | Stati Uniti | 1'41"57 |      |
| 6       | 7      | Rafael Miroslaw      | Germania    | 1'41"71 |      |
| 7       | 3      | Tomas Koski          | Finlandia   | 1'42"47 |      |
| 8       | 2      | Tatsuya Murasa       | Giappone    | 1'42"95 |      |